# Ostrogon Daya
Ostrogon Daya. pseudogurami Daya (Pseudosphromenus dayi) – gatunek ryby okoniokształtnej z rodziny guramiowatych (Osphronemidae), opisywany też pod nazwami wielkopłetw Daya (wcześniej był zaliczany do rodzaju Macropodus), pseudowielkopłetw Daya i pseudowielkopłetw czerwony. Jest to ryba hodowana w akwariach.

## Występowanie
Gatunek endemiczny Ghatów Zachodnich w Indiach.

## Pożywienie
Ostrogon Daya żywi się każdym rodzajem pokarmu.

## Warunki hodowlane
Akwarium powinno być obsadzone gęsto roślinnością i posiadać wiele kryjówek, jaskiń, korzeni. Parametry wody nie mają większego znaczeni, ale zaleca się wodę miękką, lekko kwaśną, z dodatkiem garbników. Temperatura wody powinna wynosić ok. 26 °C.